# Приз «Известий» 1995
Приз газеты «Известия» 1995 — ХХVIII традиционный международный турнир по хоккею с шайбой. Состоялся 16 — 21 декабря 1995 года в Москве. Участники турнира: Россия, Чехия, Швеция, Канада и Финляндия. Победитель — сборная России.

## Матчи турнира
| 16 декабря 1995 13:00 | Швеция | 5 : 1 (3:1, 0:0, 2:0) | Финляндия | Дворец спорта ЦСКА, Москва Зрителей: 1700 |

| Отчёт | Отчёт                       | Отчёт                                       | Отчёт                           | Отчёт                                                   |
| --- | --------------------------- | ------------------------------------------- | ------------------------------- | ------------------------------------------------------- |
| |                             |                                             |                                 |                                                         |
| | Томас Остлунд — 00:00-60:00 | Вратари                                     | 00:00-60:00 — Пасси Куйвалайнен | Судьи: Леонид Вайсфельд Сергей Мохов Александр Антропов |
| | Голы:                       |                                             |                                 | Судьи: Леонид Вайсфельд Сергей Мохов Александр Антропов |
| Юнас Хоглунд (Х. Олунд) — 03:10 Андреас Даккель — 12:45 Хокан Олунд (Ю. Хоглунд, Ю. Юнссон) — (бол) 15:20 Андреас Даккель (Х. Юнссон) — 52:57 Пер Эклунд (А. Хууско, Ю. Юнссон) — 55:59 | 1:0 2:0 3:0 3:1 4:1 5:1     | 16:53 — Марко Виртанен (Н. Хеде, К. Харила) |                                 | Судьи: Леонид Вайсфельд Сергей Мохов Александр Антропов |
| |                             |                                             |                                 | Судьи: Леонид Вайсфельд Сергей Мохов Александр Антропов |
| |                             |                                             |                                 | Судьи: Леонид Вайсфельд Сергей Мохов Александр Антропов |
| |                             |                                             |                                 | Судьи: Леонид Вайсфельд Сергей Мохов Александр Антропов |
| 12 мин | Штраф                       | 10 мин                                      |                                 | Судьи: Леонид Вайсфельд Сергей Мохов Александр Антропов |
| |                             |                                             |                                 |                                                         |
| | 28 (12+7+9)                 | Броски                                      | 20 (7+4+9)                      |                                                         |

| 16 декабря 1995 17:00 | Канада | 2 : 2 (1:1, 1:0, 0:1) | Россия | Дворец спорта ЦСКА, Москва Зрителей: 5480 |

| Отчёт                                                              | Отчёт                      | Отчёт                                                              | Отчёт                             | Отчёт                                    |
| ------------------------------------------------------------------ | -------------------------- | ------------------------------------------------------------------ | --------------------------------- | ---------------------------------------- |
|                                                                    |                            |                                                                    |                                   |                                          |
|                                                                    | Эндрю Вернер — 00:00-60:00 | Вратари                                                            | 00:00-60:00 — Максим Михайловский | Судьи: Оберг Анатолий Елистратов Кулаков |
|                                                                    | Голы:                      |                                                                    |                                   | Судьи: Оберг Анатолий Елистратов Кулаков |
| Ник Стейджахер — 03:24 Джэйсон Янг (Д. Мактэвиш, Дж. Стир) — 36:23 | 0:1 1:1 2:1 2:2            | 03:17 — Сергей Сорокин (В. Воробьев) 57:37 (бол) — Андрей Потайчук |                                   | Судьи: Оберг Анатолий Елистратов Кулаков |
|                                                                    |                            |                                                                    |                                   | Судьи: Оберг Анатолий Елистратов Кулаков |
|                                                                    |                            |                                                                    |                                   | Судьи: Оберг Анатолий Елистратов Кулаков |
|                                                                    |                            |                                                                    |                                   | Судьи: Оберг Анатолий Елистратов Кулаков |
| 14 мин                                                             | Штраф                      | 12 мин                                                             |                                   | Судьи: Оберг Анатолий Елистратов Кулаков |
|                                                                    |                            |                                                                    |                                   |                                          |
|                                                                    | 19 (7+5+7)                 | Броски                                                             | 30 (13+11+6)                      |                                          |

| 17 декабря 1995 13:00 | Финляндия | 1 : 3 (0:1, 1:1, 0:1) | Канада | Дворец спорта ЦСКА, Москва Зрителей: 1500 |

| Отчёт                                          | Отчёт                         | Отчёт                                                                                                   | Отчёт                       | Отчёт                                    |
| ---------------------------------------------- | ----------------------------- | --- | --------------------------- | ---------------------------------------- |
|                                                |                               | |                             |                                          |
|                                                | Маркус Кеттерер — 00:00-57:35 | Вратари                                                                                                 | 00:00-60:00 — Марк Каваллин | Судьи: Оберг Анатолий Елистратов Кулаков |
|                                                | Голы:                         | |                             | Судьи: Оберг Анатолий Елистратов Кулаков |
| Йони Лиус (Н. Хеде, Я. Култанен) — (бол) 39:55 | 0:1 0:2 1:2 1:3               | 16:56 — Кевин Маккиннэн (Б. Мюир, П. Томпсон) 27:24 — Террэн Сэндуит 48:12 — Марк Кауфманн (Дж. Хиллер) |                             | Судьи: Оберг Анатолий Елистратов Кулаков |
|                                                |                               | |                             | Судьи: Оберг Анатолий Елистратов Кулаков |
|                                                |                               | |                             | Судьи: Оберг Анатолий Елистратов Кулаков |
|                                                |                               | |                             | Судьи: Оберг Анатолий Елистратов Кулаков |
| 14 мин                                         | Штраф                         | 20 мин                                                                                                  |                             | Судьи: Оберг Анатолий Елистратов Кулаков |
|                                                |                               | |                             |                                          |
|                                                | 43 (10+19+14)                 | Броски                                                                                                  | 31 (8+7+16)                 |                                          |

| 17 декабря 1995 17:00 | Россия | 6 : 2 | Чехия | Дворец спорта ЦСКА, Москва Зрителей: 5500 |

| Отчёт | Отчёт                            | Отчёт                                                               | Отчёт                       | Отчёт                                            |
| --- | -------------------------------- | ------------------------------------------------------------------- | --------------------------- | ------------------------------------------------ |
| |                                  |                                                                     |                             |                                                  |
| | Владимир Тихомиров — 00:00-60:00 | Вратари                                                             | 00:00-60:00 — Мартин Прусек | Судьи: Клеменкон Александр Антропов Сергей Мохов |
| | Голы:                            |                                                                     |                             | Судьи: Клеменкон Александр Антропов Сергей Мохов |
| Равиль Якубов (Ю. Леонов, С. Романов) — 02:36 Алексей Степанов (С. Сорокин) — 20:00 Дмитрий Квартальнов (А. Потайчук) — 28:49 Сергей Сорокин (А. Степанов) — 41 :44 Иван Свинцицкий (Ю. Леонов) — 49:32 Илья Бякин (Д. Квартальнов, А. Барков) — 50:38 | 1:0 1:1 2:1 3:1 4:1 5:1 6:1 6:2  | 19:45 — 3денек Седлак (И. Поукар) 54:16 — Иржи Зеленка (Д. Выборны) |                             | Судьи: Клеменкон Александр Антропов Сергей Мохов |
| |                                  |                                                                     |                             | Судьи: Клеменкон Александр Антропов Сергей Мохов |
| |                                  |                                                                     |                             | Судьи: Клеменкон Александр Антропов Сергей Мохов |
| |                                  |                                                                     |                             | Судьи: Клеменкон Александр Антропов Сергей Мохов |
| 6 мин | Штраф                            | 10 мин                                                              |                             | Судьи: Клеменкон Александр Антропов Сергей Мохов |
| |                                  |                                                                     |                             |                                                  |
| | 42 (12+13+17)                    | Броски                                                              | 27 (9+13+5)                 |                                                  |

| 18 декабря 1995 18:30 | Швеция | 1 : 5 (0:2, 0:2, 1:1) | Чехия | Дворец спорта ЦСКА, Москва Зрителей: 1500 |

| Отчёт                      | Отчёт                      | Отчёт | Отчёт                   | Отчёт                                                 |
| -------------------------- | -------------------------- | --- | ----------------------- | ----------------------------------------------------- |
|                            |                            | |                         |                                                       |
|                            | Юхан Хедберг — 00:00-60:00 | Вратари | 00:00-60:00 — Иво Чапек | Судьи: Леонид Вайсфельд Александр Поляков Юрий Козлов |
|                            | Голы:                      | |                         | Судьи: Леонид Вайсфельд Александр Поляков Юрий Козлов |
| Маттиас Лееф — (бол) 58:14 | 0:1 0:2 0:3 0:4 0:5 1:5    | 12:42 — 3денек Седлак (И. Поукар) 16:48 — Патрик Мартинец (Л. Бенушек) 33:08 — Томаш Хлубна (Я. Шпачек) 35:43 — Давид Брук (П. Чаянек) 50:19 (бол) — Иржи Зеленка |                         | Судьи: Леонид Вайсфельд Александр Поляков Юрий Козлов |
|                            |                            | |                         | Судьи: Леонид Вайсфельд Александр Поляков Юрий Козлов |
|                            |                            | |                         | Судьи: Леонид Вайсфельд Александр Поляков Юрий Козлов |
|                            |                            | |                         | Судьи: Леонид Вайсфельд Александр Поляков Юрий Козлов |
| 14 мин                     | Штраф                      | 12 мин |                         | Судьи: Леонид Вайсфельд Александр Поляков Юрий Козлов |
|                            |                            | |                         |                                                       |
|                            | 48 (16+11+27)              | Броски | 27 (6+11+10)            |                                                       |

| 19 декабря 1995 15:00 | Канада | 0 : 3 (0:0, 0:1, 0:2) | Швеция | Дворец спорта ЦСКА, Москва Зрителей: 900 |

| Отчёт  | Отчёт                      | Отчёт | Отчёт                      | Отчёт                                                    |
| ------ | -------------------------- | --- | -------------------------- | -------------------------------------------------------- |
|        |                            | |                            |                                                          |
|        | Эндрю Вернер — 00:00-60:00 | Вратари | 00:00-60:00 — Юхан Хедберг | Судьи: Анатолий Бардин Анатолий Захаров Вячеслав Буланов |
|        | Голы:                      | |                            | Судьи: Анатолий Бардин Анатолий Захаров Вячеслав Буланов |
|        | 0:1 0:2 0:3                | 24:36 (бол) — Рогер Окерстрем (Х. Юнссон) 53:40 (мен) — Юнас Юнссон (Т. Форслунд) 56:13 (бол) — Микаэль Магнуссон (Х. Олунд, Н. Хавелид) |                            | Судьи: Анатолий Бардин Анатолий Захаров Вячеслав Буланов |
|        |                            | |                            | Судьи: Анатолий Бардин Анатолий Захаров Вячеслав Буланов |
|        |                            | |                            | Судьи: Анатолий Бардин Анатолий Захаров Вячеслав Буланов |
|        |                            | |                            | Судьи: Анатолий Бардин Анатолий Захаров Вячеслав Буланов |
| 42 мин | Штраф                      | 24 мин |                            | Судьи: Анатолий Бардин Анатолий Захаров Вячеслав Буланов |
|        |                            | |                            |                                                          |
|        | 21 (5+6+10)                | Броски | 47 (11+16+20)              |                                                          |

| 19 декабря 1995 18:30 | Финляндия | 4 : 4 (1:2, 2:0, 1:2) | Россия | Дворец спорта ЦСКА, Москва Зрителей: 5100 |

| Отчёт | Отчёт                           | Отчёт | Отчёт                            | Отчёт                                          |
| --- | ------------------------------- | --- | -------------------------------- | ---------------------------------------------- |
| |                                 | |                                  |                                                |
| | Пасси Куйвалайнен — 00:00-60:00 | Вратари | 00:00-60:00 — Владимир Тихомиров | Судьи: Клеменкон Александр Поляков Юрий Козлов |
| | Голы:                           | |                                  | Судьи: Клеменкон Александр Поляков Юрий Козлов |
| Киммо Ринтанен (М. Янтунен, М. Алатало) — (бол) 07:18 Мика Алатало (К. Ринтанен, М. Янтунен) — 30:07 Мика Алатало — 39:03 Мика Алатало (М. Янтунен) — 56:35 | 0:1 0:2 1:2 2:2 3:2 3:3 4:3 4:4 | 03:12 — Иван Свинцицкий (В. Дрындин) 04:46 — Алексей Степанов (А. Прокопьев, А. Скопинцев) 43:39 (бол) — Сергей Сорокин (А. Барков) 56:58 — Юрий Леонов (А. Смирнов, Р. Якубов) |                                  | Судьи: Клеменкон Александр Поляков Юрий Козлов |
| |                                 | |                                  | Судьи: Клеменкон Александр Поляков Юрий Козлов |
| |                                 | |                                  | Судьи: Клеменкон Александр Поляков Юрий Козлов |
| |                                 | |                                  | Судьи: Клеменкон Александр Поляков Юрий Козлов |
| 29 мин | Штраф                           | 8 мин |                                  | Судьи: Клеменкон Александр Поляков Юрий Козлов |
| |                                 | |                                  |                                                |
| | 9 (3+3+3)                       | Броски | 31 (9+7+15)                      |                                                |

| 20 декабря 1995 18:30 | Чехия | 6 : 6 | Канада | Дворец спорта ЦСКА, Москва Зрителей: 2000 |

| Отчёт | Отчёт                                           | Отчёт | Отчёт                       | Отчёт                                                 |
| --- | ----------------------------------------------- | --- | --------------------------- | ----------------------------------------------------- |
| |                                                 | |                             |                                                       |
| | Мартин Прусек — 00:00-59:27                     | Вратари | 00:00-00:60 — Марк Каваллин | Судьи: Марко Лепаус Анатолий Захаров Вячеслав Буланов |
| | Голы:                                           | |                             | Судьи: Марко Лепаус Анатолий Захаров Вячеслав Буланов |
| Иржи Зеленка (Ф. Турек) — 03:02 Томаш Немчицкий (Д. Брук) — 22:35 Томаш Хлубна — 41:21 Иржи Зеленка (Турек) — 53:27 Патрик Мартинец (И. Поукар) — 55:51 Мартин Штепанек — 59:50 | 1:0 1:1 1:2 1:3 2:3 3:3 3:4 3:5 4:5 5:5 5:6 6:6 | 06:31 — Келли Аскью (Т. Сэндвит) 09:38 — Джэйсон Янг (Д. Мактэвиш) 20:54 — Дэйв Мэтсос (Б. Муир) 44:31 — Дейл Мактавиш (Б. Лэйзелл) 48:24 — Майк Боднарчук (Дж. Хиллер, М. Кауфманн ) 58:02 — Джим Хиллер (М. Кауфманн) |                             | Судьи: Марко Лепаус Анатолий Захаров Вячеслав Буланов |
| |                                                 | |                             | Судьи: Марко Лепаус Анатолий Захаров Вячеслав Буланов |
| |                                                 | |                             | Судьи: Марко Лепаус Анатолий Захаров Вячеслав Буланов |
| |                                                 | |                             | Судьи: Марко Лепаус Анатолий Захаров Вячеслав Буланов |
| 12 мин | Штраф                                           | 12 мин |                             | Судьи: Марко Лепаус Анатолий Захаров Вячеслав Буланов |
| |                                                 | |                             |                                                       |
| | 37 (7+13+17)                                    | Броски | 17 (8+3+6)                  |                                                       |

| 21 декабря 1995 15:00 | Чехия | 1 : 0 (0:0, 0:0, 1:0) | Финляндия | Дворец спорта ЦСКА, Москва Зрителей: 1000 |

| Отчёт                                    | Отчёт                   | Отчёт   | Отчёт                         | Отчёт                                                |
| ---------------------------------------- | ----------------------- | ------- | ----------------------------- | ---------------------------------------------------- |
|                                          |                         |         |                               |                                                      |
|                                          | Иво Чапек — 00:00-60:00 | Вратари | 00:00-58:35 — Маркус Кеттерер | Судьи: Анатолий Бардин Александр Поляков Юрий Козлов |
|                                          | Голы:                   |         |                               | Судьи: Анатолий Бардин Александр Поляков Юрий Козлов |
| Иржи Зеленка (П. Мартинец) — (бол) 52:54 | 1:0                     |         |                               | Судьи: Анатолий Бардин Александр Поляков Юрий Козлов |
|                                          |                         |         |                               | Судьи: Анатолий Бардин Александр Поляков Юрий Козлов |
|                                          |                         |         |                               | Судьи: Анатолий Бардин Александр Поляков Юрий Козлов |
|                                          |                         |         |                               | Судьи: Анатолий Бардин Александр Поляков Юрий Козлов |
| 8 мин                                    | Штраф                   | 10 мин  |                               | Судьи: Анатолий Бардин Александр Поляков Юрий Козлов |
|                                          |                         |         |                               |                                                      |
|                                          | 43 (11+10+22)           | Броски  | 39 (13+16+10)                 |                                                      |

| 21 декабря 1995 18:30 | Россия | 2 : 1 (1:0, 0:1, 1:0) | Швеция | Дворец спорта ЦСКА, Москва Зрителей: 5650 |

| Отчёт                                                               | Отчёт                            | Отчёт                                           | Отчёт                       | Отчёт                                                 |
| ------------------------------------------------------------------- | -------------------------------- | ----------------------------------------------- | --------------------------- | ----------------------------------------------------- |
|                                                                     |                                  |                                                 |                             |                                                       |
|                                                                     | Владимир Тихомиров — 00:00-60:00 | Вратари                                         | 00:00-58:15 — Томас Остлунд | Судьи: Марко Лепаус Анатолий Захаров Вячеслав Буланов |
|                                                                     | Голы:                            |                                                 |                             | Судьи: Марко Лепаус Анатолий Захаров Вячеслав Буланов |
| Дмитрий Квартапьнов — 00:20 Владимир Воробьев (А. Степанов) — 47:47 | 1:0 1:1 2:1                      | 28:18 — Юнас Юнссон (М. Магнуссон, Т. Форслунд) |                             | Судьи: Марко Лепаус Анатолий Захаров Вячеслав Буланов |
|                                                                     |                                  |                                                 |                             | Судьи: Марко Лепаус Анатолий Захаров Вячеслав Буланов |
|                                                                     |                                  |                                                 |                             | Судьи: Марко Лепаус Анатолий Захаров Вячеслав Буланов |
|                                                                     |                                  |                                                 |                             | Судьи: Марко Лепаус Анатолий Захаров Вячеслав Буланов |
| 12 мин                                                              | Штраф                            | 6 мин                                           |                             | Судьи: Марко Лепаус Анатолий Захаров Вячеслав Буланов |
|                                                                     |                                  |                                                 |                             |                                                       |
|                                                                     | 20 (8+6+6)                       | Броски                                          | 14 (8+3+3)                  |                                                       |

## Итоговая таблица
| Место | Сборная   | И | В | Н | П | Шайбы | О |
| ----- | --------- | - | - | - | - | ----- | - |
| 1     | Россия    | 4 | 2 | 2 | 0 | 14—9  | 6 |
| 2     | Чехия     | 4 | 2 | 1 | 1 | 14—13 | 5 |
| 3     | Швеция    | 4 | 2 | 0 | 2 | 10—8  | 4 |
| 4     | Канада    | 4 | 1 | 2 | 1 | 11—12 | 4 |
| 5     | Финляндия | 4 | 0 | 1 | 3 | 06—13 | 1 |

## Лучшие игроки турнира
| Вратарь        |                                     | Иво Чапек           |
| Защитник       |                                     | Рогер Окестрем      |
| Нападающий     |                                     | Дмитрий Квартальнов |
| Бомбардир      | Приз им. Валерия Харламова          | Иржи Зеленка        |
| Игрок турнира  | Приз им. Бориса Федосова            | Сергей Сорокин      |
| Главный тренер | Приз им. Анатолия Тарасова          | Владимир Васильев   |
|                | Приз самому молодому игроку         | Петр Чаянек         |
|                | Приз молодому перспективному игроку | Денис Афиногенов    |

## Лучшие бомбардиры турнира
| Место | Игрок            | Г | П | О |
| ----- | ---------------- | - | - | - |
| 1     | Иржи Зеленка     | 5 | 0 | 5 |
| 2     | Мика Алатало     | 3 | 1 | 4 |
| 3     | Сергей Сорокин   | 3 | 1 | 4 |
| 4     | Алексей Степанов | 2 | 2 | 4 |
| 5     | Марко Янтунен    | 0 | 4 | 4 |

## Победитель
| Победитель Приза «Известий» 1995 |
| Россия Двадцать третий титул     |

## Интересные факты
- Финляндия участвовала в турнире второй сборной.
- В сборной Канады не было ни одного игрока из НХЛ.
- Призовой фонд турнира составил 250 тыс. швейцарских франков.